# RKB
RKB Bearing Industries Group — швейцарський виробник підшипників преміум-класу. Президент компанії — Олівер Кампоново. Спеціалізується на виробництві всіх типів підшипників кочення. Має представництва в 50 країнах світу. Штаб-квартира і технологічний центр розташовані в Балерна — передмістя Лугано, Швейцарія.

## Історія
Компанія RKB заснована 1936 року родиною Коллеоні, як постачальник кулькових підшипників і втулок. На хвилі розвитку світової економіки 1960‒1970 років значно розширює виробництво й укладає низку договорів із зарубіжними партнерами про спільну діяльність. 1996 року компанія засновує Групу RKB і відкриває філії в ключових точках по всьому світу. В 2001, 2007, та в 2014 роках RKB будує нові заводи та значно збільшує виробничі потужності.
Сьогодні це один з найпотужніших європейських виробників промислових підшипників. Капіталомісткий запас готової продукції RKB вважається одним з найбільших в Європі, з точки зору асортименту та доступності.

## Діяльність
RKB виготовляє повний спектр підшипників кочення з акцентом на великий діаметр продукту (до 1925 мм зовнішнього діаметра). На даний час щомісячна виробнича потужність складає понад 350 тонн обробленої сталі. Номенклатура продукції налічує понад 8000 найменувань. Компанія також виготовляє підшипники нестандартних розмірів за індивідуальними замовленнями. Виробництво здійснюється відповідно до стандартів ISO, ANSI/ABMA, ГОСТ.

## Продукція
Промислові підшипники преміум-класу, технічна підтримка й інжиніринг. Підшипники RKB експортуються в десятки країн світу й застосовуються в багатьох індустріальних сферах: металургія, гірничодобувна промисловість, суднобудування, шельфові платформи, бурові установки, електродвигуни та насоси, енергетика, спеціальна і позашляхова техніка, та інші.